# سید حسین العطاس
سیدحسین العطاس (انگلیسی: Syed Hussein Alatas) (زادهٔ ۱۷ سپتامبر ۱۹۲۸ – درگذشتهٔ ۲۳ جنوری ۲۰۰۷) جامعه‌شناس، سیاست‌مدار و استاد دانشگاه اهل مالزی بود. او در دههٔ ۱۹۸۰ ریاست دانشگاه مالایا را برعهده داشت و از بنیان‌گذاران حزب مردم‌گرای مالزی (Parti Gerakan Rakyat Malaysia) به‌شمار می‌رفت. العطاس چندین کتاب تأثیرگذار دربارهٔ فساد، چندقومیتی، امپریالیسم و اسارت فکری در بستر استعمار و پسااستعمار نوشت. معروف‌ترین اثر او اسطورهٔ بومی تنبل (The Myth of the Lazy Native) است.

## اوایل زندگی
حسین در شهر بوتنزورگ (Buitenzorg، اکنون بوگور Bogor) در هند شرقی هلند (اندونزی کنونی) زاده شد. پدربزرگ او، سیدعبدالله بن محسن العطاس، اهل حضرموت یمن بود و در بوگور ساکن شد.
حسین، برادر بزرگ‌تر محمد نقیب العطاس است و پدر فرید العطاس، استاد دانشگاه ملی سنگاپور، منیره العطاس، استاد دانشگاه ملی مالزی، و مستوره العطاس، نویسنده نخستین زندگی‌نامهٔ اوست.

## فعالیت سیاسی
حسین در سال ۱۹۶۸ همراه با شماری از روشنفکران حزب گراکن (Gerakan) را پایه‌گذاری کرد که شاخه‌ای از حزب منحل‌شده کارگر بود. این حزب در انتخابات ۱۹۶۹ با شعار عدالت اجتماعی و کاهش امتیازات قوم بومی (بومی‌پوترا) طبق ماده ۱۵۳ قانون اساسی، موفق ظاهر شد. اما راه‌پیمایی پیروزی آن در کوالالامپور با ورود به مناطق مالایی و شعارهای تحریک‌آمیز، تنش‌آفرین شد. با وجود عذرخواهی رسمی، راهپیمایی تلافی‌جویانه حزب حاکم «امنو» (UMNO) به شورش منجر شد که دست‌کم ۱۸۰ کشته بر جا گذاشت. در پی آن، وضعیت اضطراری اعلام شد و پارلمان تا ۱۹۷۱ تعطیل گردید.
در این دوره، حسین برای مدتی در مجلس سنای مالزی (Dewan Negara) خدمت کرد، اما در ۱۹۷۲ پس از پیوستن حزب گراکن به ائتلاف حاکم، از آن جدا شد و همراه با دکتر تن چی خون، وی. دیوید و ویرپن ویراتان، حزب عدالت اجتماعی مالزی (PEKEMAS) را بنیان نهاد. این حزب در انتخابات ۱۹۷۴ توفیق چندانی نیافت و در ۱۹۷۸ با ریزش گسترده اعضا به حزب اقدام دموکراتیک (DAP) منحل شد. حسین در ۱۹۸۲ عضو شورای عالی حزب برجازا (Berjasa) شد، اما سال بعد آن را ترک کرد.

## فعالیت دانشگاهی و عمومی
حسین العطاس فعالیت دانشگاهی خود را از سال ۱۹۵۸ در مرکز پژوهشی انتشارات دیوان بهاسا و پستاکا آغاز کرد و سپس در دانشگاه مالایا، فلسفه تدریس کرد. او بین ۱۹۶۷ تا ۱۹۸۸ ریاست دپارتمان مطالعات مالایی در دانشگاه ملی سنگاپور را بر عهده داشت و در سال ۱۹۸۸ به عنوان رئیس دانشگاه مالایا منصوب شد. در دهه‌های بعد در دانشگاه ملی مالزی (UKM) در چندین سمت علمی فعالیت کرد.
سید حسین نویسندهٔ آثار متعددی بود که مهم‌ترین آن افسانه بومی تنبل (The Myth of the Lazy Native) است. این کتاب، استدلال رایج دوران استعمار درباره «تنبلی ذاتی» بومیان آسیای جنوب‌شرقی را به چالش می‌کشد و آن را توجیهی ایدئولوژیک برای استعمار معرفی می‌کند. او در این کتاب نشان داد که تصویرسازی بومیان به‌عنوان افراد تنبل و عقب‌مانده، ساختگی و خدمت‌گزار نظام سلطه استعماری بوده است. 
او با پژوهش‌هایی چون« افسانه بومی تنبل» و «رافلز: نیرنگ‌باز یا اصلاح‌گر؟» از چهره‌های پیش‌گام در نقد امپریالیسم و تاریخ‌نگاری استعماری به‌شمار می‌آید.  ادوارد سعید نیز از آثار العطاس تأثیر گرفته بود. العطاس را از پایه‌گذاران جامعه‌شناسی در آسیای جنوب‌شرقی و از حامیان عدالت، چندقوم‌گرایی، و مبارزه با فساد می‌دانند. دکتر Lim Teck Ghee لیم تک گی، از همکارانش، گفته است که پایبندی او به اصول انصاف و شایسته‌سالاری، موجب فشار و بهای سنگینی برایش شد.

### ترجمه به فارسی
1. مسأله فساد، مترجم: کبری پاک‌روش، نشر جامعه‌شناسان، تهران، ۱۳۹۷.[۱۴]